# Dème de Fáris
Le dème de Fáris, en grec moderne : Δήμος Φαρίδος / Dímos Farídos, est un ancien dème du district régional de Laconie, en Grèce. Depuis 2010, il est fusionné au sein du dème de Sparte.
Selon le recensement de 2011, la population du dème compte 3 846 habitants.